# Yampa (Colorado)
Yampa es un pueblo ubicado en el condado de Routt en el estado estadounidense de Colorado. En el Censo de 2010 tenía una población de 429 habitantes y una densidad poblacional de 687,29 personas por km².

## Geografía
Yampa se encuentra ubicado en las coordenadas 40°9′11″N 106°54′31″O / 40.15306, -106.90861. Según la Oficina del Censo de los Estados Unidos, Yampa tiene una superficie total de 0.62 km², de la cual 0.62 km² corresponden a tierra firme y (0%) 0 km² es agua.

## Demografía
Según el censo de 2010, había 429 personas residiendo en Yampa. La densidad de población era de 687,29 hab./km². De los 429 habitantes, Yampa estaba compuesto por el 94.41% blancos, el 0.23% eran afroamericanos, el 0.47% eran amerindios, el 0% eran asiáticos, el 0% eran isleños del Pacífico, el 3.73% eran de otras razas y el 1.17% pertenecían a dos o más razas. Del total de la población el 6.53% eran hispanos o latinos de cualquier raza.